# Nabycie pierwotne
Nabycie pierwotne – nabycie prawa podmiotowego samodzielnie. 
Takie nabycie odbywa się w sytuacjach, gdy:
- poprzednio prawo podmiotowe w ogóle nie istniało – np. nabycie własności rzeczy ruchomej przez zawłaszczenie (dot. rzeczy niczyjej), stworzenie dzieła literackiego, naukowego;
- prawo podmiotowe komuś wcześniej przysługiwało, ale nabycie tego prawa nastąpiło bez woli poprzednika, a z mocy zdarzeń wskazanych ustawą, np. w razie zasiedzenia rzeczy, wywłaszczenia, nacjonalizacji.

Nabycie pierwotne prowadzi do uzyskania prawa bez obciążeń, chyba że przepisy szczególne stanowią inaczej.